# Bonding
Bonding (estilizada como BONDiNG) é uma série de televisão americana de humor ácido que estreou na Netflix em 24 de abril de 2019. A série é estrelada por Zoe Levin, Brendan Scannell, Micah Stock, Theo Stockman, D'Arcy Carden, Eric Berryman e Nana Mensah
Em 16 de janeiro de 2020, a série foi renovada para uma segunda temporada, que foi lançada no dia 27 de janeiro de 2021. Em julho de 2021, a série foi cancelada após duas temporadas.
Bonding é relatada como vagamente baseada na experiência pessoal do criador Rightor Doyle.

## Premissa
Bonding segue a história de Tiffany "Tiff" Chester (Zoe Levin), uma estudante de psicologia que trabalha secretamente como dominatrix. Ela solicita a ajuda de Peter "Pete" Devin (Brendan Scannell), seu melhor amigo gay do ensino médio, para ser seu assistente.
Os personagens se reconectam em Manhattan, Nova York, onde Pete trabalha como garçom e como um comediante de stand-up com medo de palco. A série mostra Tiff lutando para equilibrar sua vida pessoal com a faculdade e trabalho, e também destaca a exposição do Pete ao sadomasoquismo e ao BDSM, além de como isso gradualmente o ajuda a se libertar de conceitos sociais tradicionais.

## Elenco e personagens

### Principal
- Zoe Levin como Tiffany "Tiff" Chester, uma estudante de psicologia que mora em Nova York. Ela trabalha como dominatrix à noite sob o pseudônimo "Mistress May (Mestra May / Senhora May)". Ela pede a ajuda de Pete para se tornar seu assistente.
- Brendan Scannell como Peter "Pete" Devin, um jovem gay que se torna assistente de sua amiga dominatrix, Tiff. Ele inicialmente escolhe o pseudônimo "Carter", mas depois é chamado de "Master Carter (Mestre Carter)".
- Micah Stock como Doug (2ª temporada, 1ª temporada recorrente), colega de turma de psicologia de Tiff, com quem ela mais tarde começa um relacionamento
- Theo Stockman como Josh (2ª temporada, 1ª temporada recorrente), o namorado de Pete
- Nana Mensah como Mistress Mira (Mestra Mira / Senhora Mira), a ex-mentora de Tiff (2ª temporada)

### Recorrente
- Matthew Wilkas como Rolph, um homem-servo/criado alemão de Tiff e um de seus clientes
- Alex Hurt como Frank, colega de quarto de Pete
- Gabrielle Ryan como Portia, namorada de Frank
- Alysha Umphress como Murphy, uma comediante de stand-up e amiga de Pete
- Kevin Kane como Professor Charles (1ª temporada), professor de psicologia de Tiff
- Stephanie Styles como Kate (1ª temporada)
- Charles Gould como Fred, um cliente de Tiff

### Convidado
- Jade Elysan como Cat Dom (1ª temporada)
- Stephen Reich como Trevor (1ª temporada)
- D'Arcy Carden como Daphne (1ª temporada)
- Amy Bettina como Chelsea
- Eric Berryman como Andy (1ª temporada), o marido de Daphne
- Kevin Kilner como MJP (2ª temporada)
- Nico Evers-Swindell como Martin (2ª temporada)

## Episódios
| Temporada | Temporada | Episódios | Episódios | Originalmente lançado |
| --------- | --------- | --------- | --------- | --------------------- |
|           | 1         | 7         | 7         | 24 de abril de 2019   |
|           | 2         | 8         | 8         | 27 de janeiro de 2021 |

### 1.ª Temporada (2019)
| N.º na série | N.º na temp. | Título (no Brasil)                                                    | Dirigido por  | Escrito por   | Lançamento          |
| --- | ------------ | --------------------------------------------------------------------- | ------------- | ------------- | ------------------- |
| 1 | 1            | "Old Friends, New Names" "Velhos amigos, novos nomes" (BR)            | Rightor Doyle | Rightor Doyle | 24 de abril de 2019 |
| Precisando de dinheiro para pagar o aluguel, Pete relutantemente decide se tornar assistente de uma dominatrix, sua melhor amiga do colégio Tiffany Chester, que atende pelo pseudônimo de Mestra/Senhora May. Ele escolhe o pseudônimo Carter e se torna seu novo assistente. |              |                                                                       |               |               |                     |
| 2 | 2            | "Pete Shy" "Pete envergonhado" (BR)                                   | Rightor Doyle | Rightor Doyle | 24 de abril de 2019 |
| Pete luta para encontrar a confiança necessária para atuar no palco como um comediante de stand-up. No trabalho como garçom, um cliente chamado Josh deixa seu número para Pete em um recibo. Enquanto isso, Tiff se encontra com uma cliente potencialmente nova, Daphne, que está procurando contratar Tiff para seu marido.                                                                               |              |                                                                       |               |               |                     |
| 3 | 3            | "The Past Is Not Always Behind" "Pete nem sempre fica para trás" (BR) | Rightor Doyle | Rightor Doyle | 24 de abril de 2019 |
| Pete decide contar a Frank, seu colega de quarto, sobre seu novo trabalho como assistente de dominatrix, levando Frank a pedir um favor estranho. Tiff começa a ver um de seus colegas, Doug, sob um novo olhar durante uma apresentação em classe. Pete e Tiff encontram Chelsea, uma desagradável ex-colega de escola, em um bar. Mais tarde, é revelado que Pete perdeu a virgindade com Tiff no colégio. |              |                                                                       |               |               |                     |
| 4 | 4            | "Let's Get Physical" "Partindo para a ação" (BR)                      | Rightor Doyle | Rightor Doyle | 24 de abril de 2019 |
| Tiff representa o prazer sexual de fazer cócegas no marido de Daphne, Andy, enquanto Pete permite que Daphne dê um soco nele para liberar sua frustração. Pete sai em um encontro com Josh, que começa mal, mas fica melhor depois que os dois tomam um café. Tiff bate em seu desprezível professor de psicologia depois de testemunhá-lo sendo inapropriado com Kate, uma colega de classe.                |              |                                                                       |               |               |                     |
| 5 | 5            | "Double Date" "Encontro duplo" (BR)                                   | Rightor Doyle | Rightor Doyle | 24 de abril de 2019 |
| Tiff entra em uma discussão com Pete, na qual ele afirma que ela sempre sente a necessidade de estar no controle. Pete sai em outro encontro com Josh. Doug e Tiff vão a um encontro/não encontro. No entanto, o cliente/servo alemão de Tiff, Rolph, aparece inesperadamente e estraga a ocasião. Enquanto isso, Pete e Josh acabam voltando ao apartamento de Pete para fazer sexo.                        |              |                                                                       |               |               |                     |
| 6 | 6            | "Penguins" "Pinguins" (BR)                                            | Rightor Doyle | Rightor Doyle | 24 de abril de 2019 |
| Pete fica entretendo um cliente enquanto veste uma fantasia de pinguim depois que a "Senhora May" não aparece para o trabalho. Tiff revela a Doug que ela é uma dominatrix. Pete finalmente sobe no palco, como sua persona "Mestre Carter". Enquanto isso, Tiff faz a apresentação de sua tese, na frente da classe, vestida como sua persona dominadora.                                                   |              |                                                                       |               |               |                     |
| 7 | 7            | "Into The Woods" "Para a floresta" (BR)                               | Rightor Doyle | Rightor Doyle | 24 de abril de 2019 |
| Tiff visita Daphne e Andy, novamente, sem Pete. Tiff e Pete finalmente pedem desculpas um ao outro. Um flashback mostra Pete e Tiff na noite do baile. Tiff e Pete visitam a casa de um novo cliente, Trevor, que ataca Tiff após trancar Pete no banheiro. Tiff apunhala Trevor na perna depois que Pete sai do banheiro. Os dois fogem juntos, depois que as sirenes da polícia são ouvidas.               |              |                                                                       |               |               |                     |

### 2.ª Temporada (2021)
| N.º na série | N.º na temp. | Título (no Brasil)                                         | Dirigido por  | Escrito por                | Lançamento            |
| --- | ------------ | ---------------------------------------------------------- | ------------- | -------------------------- | --------------------- |
| 8 | 1            | "The Kinks" "Gostos exóticos" (BR)                         | Rightor Doyle | Rightor Doyle              | 27 de janeiro de 2021 |
| Dez meses depois do desastroso atendimento a domicílio, a reputação de Tiff e Pete continua manchada, e eles recorrem à ex-mentora de Tiff.                         |              |                                                            |               |                            |                       |
| 9 | 2            | "Dog Days" "Dias de cão" (BR)                              | Rightor Doyle | Rightor Doyle, Olivia Troy | 27 de janeiro de 2021 |
| Com ciúme, Tiff chama Doug de namorado sem querer. Pete tenta ser compreensivo com Josh e aceita o papel de submisso.                                               |              |                                                            |               |                            |                       |
| 10 | 3            | "Personal" "Um submisso para ela" (BR)                     | Rightor Doyle | Rightor Doyle, Nana Mensah | 27 de janeiro de 2021 |
| A Mestra/Senhora Mira testa Tiff e Pete e pede que eles trabalhem com seu sub pessoal, que sente prazer em ser dominado financeiramente. Doug abre o jogo com Tiff. |              |                                                            |               |                            |                       |
| 11 | 4            | "Threesomes" "A três" (BR)                                 | Rightor Doyle | Rightor Doyle              | 27 de janeiro de 2021 |
| Frank consegue um emprego em um bar gay. Tiff e Gina começam a se dar bem. Pete conhece o ex de Josh, que é a sua cara.                                             |              |                                                            |               |                            |                       |
| 12 | 5            | "Nanci"                                                    | Rightor Doyle | Rightor Doyle, Nana Mensah | 27 de janeiro de 2021 |
| Com o apoio de Pete, Josh afirma que está pronto para se assumir para o pai e os colegas de trabalho. Tiff ajuda uma colega de escola a superar os medos.           |              |                                                            |               |                            |                       |
| 13 | 6            | "The Lost Egg" "O ovo perdido" (BR)                        | Rightor Doyle | Rightor Doyle, Olivia Troy | 27 de janeiro de 2021 |
| Tiff diz a Pete que eles não podem mais trabalhar juntos. Doug está cada vez mais frustrado com Tiff, e Pete se prepara para conhecer o pai de Josh.                |              |                                                            |               |                            |                       |
| 14 | 7            | "Stand Me Up, Stand Me Down" "O melhor show de todos" (BR) | Rightor Doyle | Rightor Doyle              | 27 de janeiro de 2021 |
| Discussões com Tiff e Josh deixam Pete arrasado, e agora ele precisa fazer um stand-up com um agente na plateia.                                                    |              |                                                            |               |                            |                       |
| 15 | 8            | "Permission" "Permissão" (BR)                              | Rightor Doyle | Rightor Doyle              | 27 de janeiro de 2021 |
| Com a amizade em jogo e caminhos distintos à frente, Tiff e Pete conversam sobre permissão, consentimento, traição e novas oportunidades.                           |              |                                                            |               |                            |                       |

## Produção

### Desenvolvimento
Em 14 de dezembro de 2018, a Netflix anunciou que havia escolhido a série para uma primeira temporada de sete episódios. A série é criada por Rightor Doyle, que é creditado como produtor executivo, ao lado de Dara Gordon, Jacob Perlin, Nina Soriano, Tom Schembri e David Sigurani. As produtoras envolvidas com a série incluem Blackpills e Anonymous Content. Em 16 de janeiro de 2020, a Netflix renovou a série para uma segunda temporada consistindo em oito episódios. Em 2 de julho de 2021, a Netflix cancelou a série após duas temporadas.

### Elenco
Depois que a Netflix adquiriu a série, foi confirmado que Zoe Levin e Brendan Scannell estrelariam a série.

## Lançamento
Em 22 de abril de 2019, a Netflix lançou o trailer oficial da série.

## Recepção
No agregador de revisão Rotten Tomatoes, a primeira temporada da série obteve uma taxa de aprovação de 71% com uma classificação média de 6,95/10 com base em 14 análises. O consenso do site diz: "Embora o toque suculento de Bonding sobre amizade e sexualidade ousadamente pise em um território desconhecido, a escrita da série muitas vezes oscila desconfortavelmente entre fascinantemente engraçado e desconcertantemente abaixo do esperado para torná-lo uma experiência verdadeiramente satisfatória.".
Já a segunda temporada, possui três análises positivas e nenhuma negativa no Rotten Tomatoes. Daniel Hart do Ready Steady Cut escreveu que "apesar da temporada anterior ter uma dose maior de comédia, há um respeito maior ao trabalho da comunidade BDSM nessa temporada; há o entendimento de que o mundo da dominatrix não é apenas um espaço de chicotes e couro". Jess Joho da Mashable comentou que a segunda temporada "se destaca ao focar mais em conexão emocional, vulnerabilidade, comunicação e definição de limites que tornam a ética do BDSM uma ferramenta incrível para aprofundar relacionamentos".

### Controvérsias
Após o lançamento da primeira temporada, a série foi alvo de várias críticas pela comunidade BDSM por conter um alto nível de imprecisão de informações. De acordo com as pessoas que trabalham com BDSM, o humor da série gira em torno de estereótipos equivocados e não retrata com precisão a realidade de profissionais da área.
Os especialistas em BDSM caracterizam Tiff como fria e agressiva, não sabendo separar a personalidade de dominatrix da personalidade cotidiana. Além disso, a série tenta utilizar um histórico de traumas sexuais para justificar a preferência de Tiff por fetiches de dominação, uma visão considerada clichê, preconceituosa e equivocada sobre profissionais do sexo. A falta de negociação e consentimento em diversas cenas da série e a coleira com "Anel de O", um símbolo de submissão BDSM, sendo utilizado pela protagonista também são outros problemas apontados por profissionais da área.
Pouco tempo após o lançamento da primeira temporada, o criador da série, Rightor Doyle, respondeu às críticas negativas afirmando que iria ouvir a comunidade BDSM para consertar as imprecisões mostradas na série até então. Com isso, os produtores da série contratam como consultora Olivia Troy, uma escritora que trabalhou com BDSM por 15 anos, para auxiliá-los no roteiro da segunda temporada. Isso fez com que boa parte dos pontos negativos apontados na primeira temporada fossem corrigidos, tornando a série mais próxima da realidade BDSM.
De acordo com Troy, a falta de consentimento, comunicação e conexão entre dominadora e submisso é um dos principais erros cometidos pela mídia quando esse tema é abordado. Mas apesar da evolução da segunda temporada, Troy também afirma que ainda assim há alguns momentos que não necessariamente são realistas porque a temática deve ser encaixada no estilo e roteiro da série.
A atriz Zoe Levin afirmou que ela inicialmente aceitou o papel não sabendo como é que o trabalho de uma dominatrix realmente funciona. Mas ao ver todas a críticas negativas que a série recebeu na primeira temporada, ela foi com a consultora Olivia Troy à estúdios de BDSM para aprender sobre os equipamentos, a filosofia e os princípios éticos adotados pela comunidade BDSM. Ao ser questionada sobre qual é a mensagem que a segunda temporada traz ao público, Levin disse que é "a esperança que todos vejam o BDSM sob uma visão diferente do que normalmente veem. Porque, o que vimos na televisão e no cinema geralmente é apenas uma versão muito estereotipada do que pensamos que o BDSM é".

### Prêmios e indicações
| Ano  | Prêmio                | Categoria                                                | Nomeado(s)                                                                                         | Resultado | Ref. |
| ---- | --------------------- | -------------------------------------------------------- | -------------------------------------------------------------------------------------------------- | --------- | ---- |
| 2021 | Primetime Emmy Awards | Melhor Ator em Série Curta de Comédia ou Série Dramática | style="text-align:center;background: #ffdddd;vertical-align: middle;" class="table-no2"\| Indicado | [ 28 ]    |      |